# Beuken (hout)

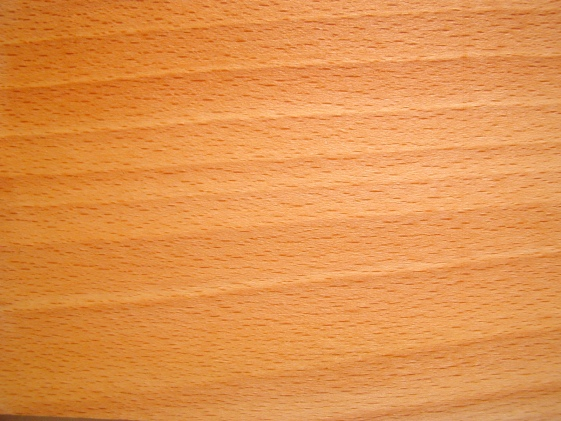
Beukenhout (niet gestoomd): met een duidelijke aftekening van de groeiringen; ook de houtstralen zijn zichtbaar, als korte streepjes.

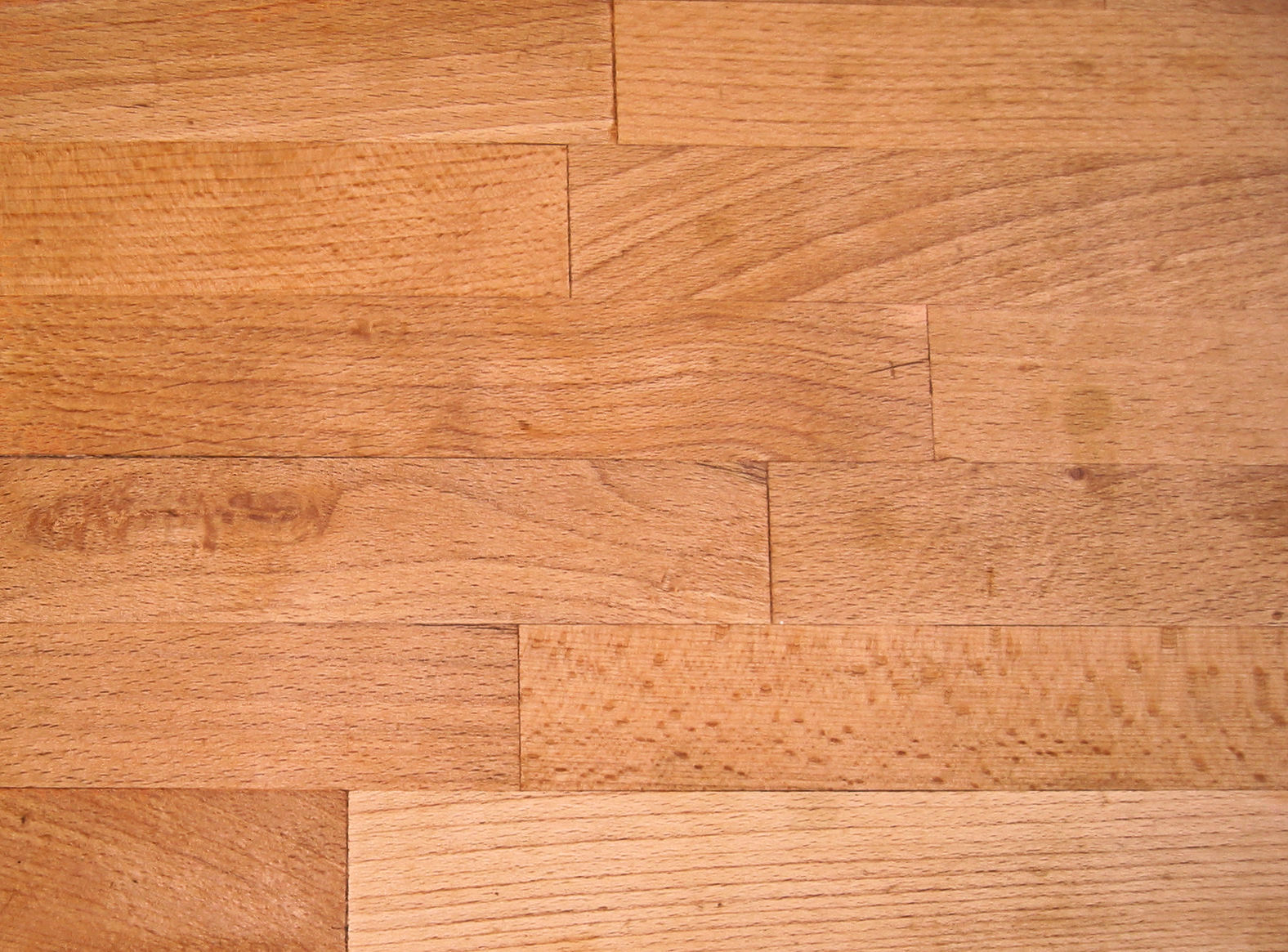
Beukenhouten tafelblad

Beuken of ook wel beukenhout is een houtsoort, een van de belangrijkste loofhoutsoorten voor de industrie in Nederland en België. Het is het hout van de beuk (Fagus sylvatica), een in vrijwel heel Europa algemene boomsoort. In delen van Azië, in Japan en in het oosten van Noord-Amerika komen soorten uit ditzelfde geslacht (Fagus) voor, waarvan het hout bij benadering dezelfde materiaaleigenschappen heeft. 
Het moet niet verward worden met haagbeuken (van Carpinus betulus), hetgeen een andere houtsoort betreft.

## Eigenschappen
De kleur van het hout varieert, afhankelijk van de herkomst, van witachtig tot licht geelbruin. Er is weinig verschil tussen het kernhout en het spinthout. De houtstralen zijn zichtbaar als donkerbruine spiegels op de kwartierse vlakken, en als de kenmerkende druppelvormige tekening op de dosse vlakken, al is de tekening lang niet zo sprekend als bij eiken. De nerf is fijn, het hout is goed te bewerken en te draaien. Het is een taaie, vaste en tamelijk harde houtsoort, die echter weinig duurzaam is, slecht bestand is tegen weersinvloeden en snel krom trekt. 
Beukenhout wordt soms gestoomd, waardoor het stabieler wordt en minder snel vervormt onder invloed van vocht of temperatuurwisselingen. Als gevolg van het stomen wordt het hout lichtrood tot roze van kleur; stomen maakt het wel brozer. Na de kap moet hout snel uit het bos: als de stam te lang in het bos blijft liggen, kan zogeheten slaap optreden, een aantasting door een schimmel. Beuken heeft bij 15% vochtgehalte een gemiddelde volumieke massa van circa 700 kilogram per kubieke meter.

## Gebruik
Beuken wordt veel gebruikt bij het maken van meubels, ook in de vorm van fineer op bijvoorbeeld meubelplaat. Verder vindt het toepassing als parket, laminaat en trappen. Het heeft de eigenschap bijna niet te splinteren daardoor is het uitermate geschikt voor de bouw van trappen (blootvoets belopen) en kinderspeelgoed. Doordat het zich goed laat buigen is het een van de meest gebruikte houtsoorten voor gebogen objecten, zoals leuningen. Als funderingshout is het ongeschikt. Beukenbalken deden bij de spoorwegen dienst als dwarsligger na te zijn verduurzaamd door impregnatie met creosootolie. Het is kleur- en smaakloos, zodat het kan worden gebruikt voor keukengerei. Tevens wordt er wel gereedschap zoals handschaven van gemaakt.
Snippers worden gebruikt in de laatste fasen van het brouwproces van Budweiser bier.

### Brandhout
Het wordt samen met andere houtsoorten ook gebruikt voor het roken van paling.
Beukenhout is ook geschikt als brandhout, dat lang brandt met een rustige, hete vlam (een calorische waarde van 19,7 MJ/kg). Door de hoge verbrandingstemperatuur is beukenhout geschikt om op te grillen. Vroeger werd beukenhakhout wel gebruikt om elke paar jaar de hergroeide scheuten te kunnen kappen voor brandhout.
Ook voor de productie van houtskool is beukenhout heel geschikt.

### Vezels
Van beukenhout wordt ook een vochtabsorberende cellulosevezel gemaakt, die wordt toegepast bij de productie van kleding.